# Ель-Фресно
Ель-Фресно (ісп. El Fresno) — муніципалітет в Іспанії, у складі автономної спільноти Кастилія-і-Леон, у провінції Авіла. Населення — 546 осіб (2010).
Муніципалітет розташований на відстані близько 90 км на захід від Мадрида, 6 км на південний захід від Авіли.
На території муніципалітету розташовані такі населені пункти: (дані про населення за 2010 рік)
- Ель-Фресно: 546 осіб
- Ель-Меріно: 0 осіб

## Демографія
Динаміка населення (INE ):